# 贝特农维尔
贝特农维尔（法語：Berthenonville，法語發音：[bɛʁtənɔ̃vil]）是法国厄尔省的一个旧市镇，位于该省东部，属于莱桑德利区。2016年1月1日，贝特农维尔和相邻的另外13个市镇合并为新市镇埃普特河畔韦克桑（Vexin-sur-Epte）。

## 地理
贝特农维尔（49°10'59"N, 1°39'41"E）面积5.92 平方千米，位于法国诺曼底大区厄尔省，该省份为法国北部内陆省份，北起滨海塞纳省，西接奧恩省和卡爾瓦多斯省，南至厄尔-卢瓦省，东临瓦兹省、瓦兹河谷省和伊夫林省。
与贝特农维尔接壤的市镇（或旧市镇、城区）包括：埃普特河畔沙托、卡艾涅、当梅尼勒、埃普特河畔韦克桑、韦克桑地区富尔、埃普特河畔蒙特勒伊、埃普特河畔圣克莱尔。

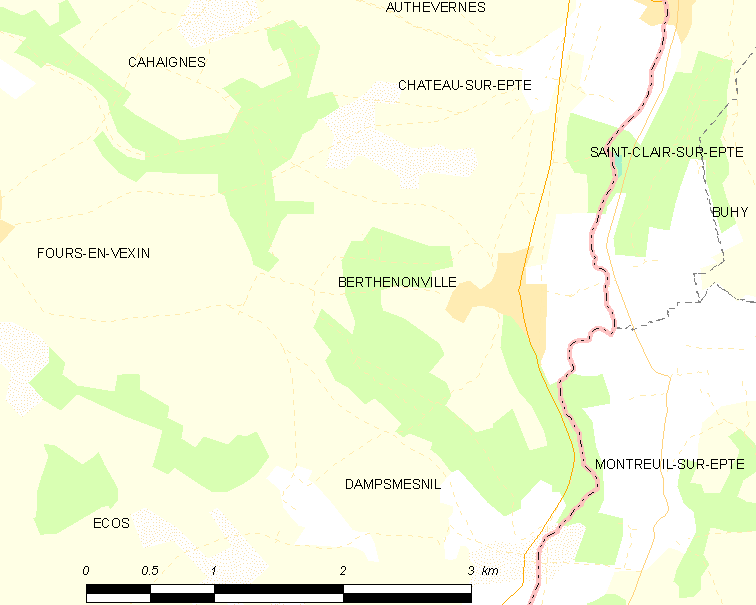
贝特农维尔的OSM定位图

贝特农维尔的时区为UTC+01:00、UTC+02:00（夏令时）。

## 行政
贝特农维尔的邮政编码为27630，INSEE市镇编码为27060。

## 政治
贝特农维尔所属的省级选区为莱桑德利县。

## 人口

1962-2008年间贝特农维尔人口变化图示

贝特农维尔于2018年1月1日时的人口数量为246人。